# Leslie Fry
Leslie Fry pseudonimo di Paquita de Shishmareff (Parigi, 16 febbraio 1882 – 15 luglio 1970) è stata una saggista e agente segreto statunitense nonché agente di propaganda per il nazismo negli Stati Uniti che, tra le altre cose, creò collegamenti tra il Bund tedesco-americano e il Ku Klux Klan e tra i circoli artistici americani e il nazismo.

## Biografia
L'opera più importante di Leslie Fry, intitolata Waters Flowing Eastward (letteralmente "Le acque scorrono verso est”, 1931), tentava di dimostrare che i Protocolli dei Savi di Sion (inganno antisemita) sarebbero stati parte di un complotto per distruggere la civiltà cristiana.
Nel 1934 pubblicò Léo Taxil et la franc-maçonnerie. Lettres inédites publiées par les amis de Monseigneur Jouin (Chatou, British American Press). Un testo antimassonico, antisemita propagandistico e pamphlettistico, vicino alla estrema destra, che sosteneva che un "fondo di verità di incalcolabile importanza [era] contenuto nelle opere attribuite a Léo Taxil […]. Che per mascherarne l'origine e la portata, con il suo cervello meridionale e il suo amore per i "cavalletti", aveva inventato l'ambientazione, che non sminuiva l'autenticità di certe rivelazioni".
Leslie Fry era la socia e amica della cospiratrice Edith Starr Miller (Lady Queenborough). Per 10 anni, analizzarono il lavoro di Nesta H. Webster e conclusero, a differenza di Webster, che la Gran Loggia Unita d'Inghilterra era molto coinvolta nell'occultismo e nel satanismo. Il risultato della loro collaborazione fu il libro Occult Theocrasy (2 voll., Parigi, 1933). In questo libro, Miller e Fry svilupparono la tesi del complotto giudeo-bolscevio e di una responsabilità della comunità ebraica nella prima guerra mondiale.
Leslie Fry comparve davanti alla Commissione per le attività antiamericane alla Camera dei rappresentanti degli Stati Uniti per la sua attività di agente di propaganda nazista.

## Pubblicazioni (selettive)
- 1931 :  Waters Flowing Eastward: The War Against The Kingship Of Christ, CPAª ed., 1931, rééd. 1997,  p. 267, ISBN 9780944379165.  Waters Flowing Eastward: The War Against The Kingship Of Christ, CPAª ed., 1931, rééd. 1997,  p. 267, ISBN 9780944379165. ,
- 1935 :  The Jews And The British Empire nwo illuminati freemasons, Sons of Libertyª ed., 1935,  p. 8.
- The Jews And The British Empire nwo illuminati freemasons, Sons of Libertyª ed., 1935,  p. 8.
- The Jews And The British Empire nwo illuminati freemasons, Sons of Libertyª ed., 1935,  p. 8.